# Lenoir City
Lenoir City es una ciudad ubicada en el condado de Loudon en el estado estadounidense de Tennessee. En el Censo de 2010 tenía una población de 8.642 habitantes y una densidad poblacional de 392,09 personas por km².

## Geografía
Lenoir City se encuentra ubicada en las coordenadas 35°48′39″N 84°16′45″O / 35.81083, -84.27917. Según la Oficina del Censo de los Estados Unidos, Lenoir City tiene una superficie total de 22.04 km², de la cual 21.97 km² corresponden a tierra firme y (0.31%) 0.07 km² es agua.

## Demografía
Según el censo de 2010, había 8.642 personas residiendo en Lenoir City. La densidad de población era de 392,09 hab./km². De los 8.642 habitantes, Lenoir City estaba compuesto por el 87.30% blancos, el 1.56% eran afroamericanos, el 0.45% eran amerindios, el 0.61% eran asiáticos, el 0.28% eran isleños del Pacífico, el 8.03% eran de otras razas y el 1.78% pertenecían a dos o más razas. Del total de la población el 0.02% eran hispanos o latinos de cualquier raza.